# 圣瑞埃里 (阿韦龙省)
圣瑞埃里（法語：Saint-Juéry，法語發音：[sɛ̃ ʒɥeʁi]）是法国阿韦龙省的一个市镇，属于米约区。

## 地理
圣瑞埃里（43°54'36"N, 2°41'44"E）面积29.01 平方千米，位于法国奧克西塔尼大區阿韦龙省，该省份为法国南部内陆省份，位于法國中央高原南部，北起顺时针与康塔爾省、洛泽尔省、加尔省、埃罗省、塔恩省、塔恩-加龙省和洛特省接壤。
与圣瑞埃里接壤的市镇（或旧市镇、城区）包括：卡尔梅勒和勒维亚拉、孔布雷、马尔特兰、蒙克拉尔、勒布尔吉勒、圣伊宰尔、拉塞尔、瓦布尔拉拜。

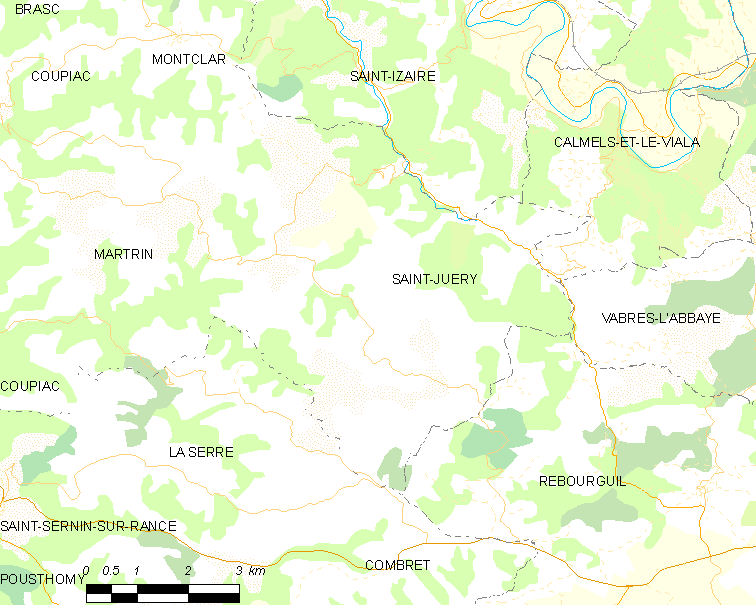
的OSM定位图

圣瑞埃里的时区为UTC+01:00、UTC+02:00（夏令时）。

## 行政
圣瑞埃里的邮政编码为12550，INSEE市镇编码为12233。

## 政治
圣瑞埃里所属的省级选区为科斯-鲁日耶县。

## 人口

1962-2008年间人口变化图示

圣瑞埃里于2022年1月1日时的人口数量为276人。